# Franco Bordo
Franco Bordo (Crema, 11 dicembre 1959) è un politico italiano.

## Biografia
Coniugato, vive a Crema ed è padre di un figlio.

## Attività politica
Alle elezioni regionali in Lombardia del 1990 è candidato consigliere nella lista di Democrazia Proletaria in provincia di Cremona. Ottiene 35 preferenze senza essere eletto.
Aderisce fin dalla nascita a Rifondazione Comunista e anni dopo ricoprirà l'incarico di Segretario della Federazione di Crema.
Dopo essere stato Assessore comunale con delega ai Lavori Pubblici, Viabilità, Trasporti e Rapporti con i quartieri, alle elezioni comunali del 2007 è l'unico del PRC ad essere eletto con 88 preferenze.
Nel 2009 abbandona Rifondazione e aderisce al Movimento per la Sinistra di Nichi Vendola.
Alle elezioni regionali in Lombardia del 2010 è candidato con Sinistra Ecologia Libertà in provincia di Cremona e ottiene 387 preferenze senza essere eletto. 
Nel 2012 è eletto coordinatore regionale di Sinistra Ecologia Libertà in Lombardia.
Candidato deputato con il partito di Nichi Vendola alle elezioni politiche del 2013 nella circoscrizione Lombardia 3, è il primo dei non eletti, ma subentrerà al suo segretario che rinuncerà al seggio per continuare a fare il presidente della Puglia.
Nel 2017, quando il suo partito confluisce in Sinistra Italiana, aderisce ad Articolo 1 - Movimento Democratico e Progressista per costruire una Sinistra larga e plurale con i fuoriusciti dal Partito Democratico.
Non si ricandida alle elezioni politiche del 2018.
In seguito abbandona MDP e aderisce al movimento fondato da Laura Boldrini Futura, all'interno del quale farà parte del coordinamento nazionale.
Pur non essendo iscritto al Partito Democratico, in occasione delle elezioni primarie del 2019 sosterrà la candidatura a segretario nazionale di Nicola Zingaretti. In occasione delle elezioni europee di quello stesso anno dichiara invece il suo appoggio a Giuliano Pisapia, candidato indipendente nella lista del PD nella Circoscrizione Italia nord-occidentale.
In occasione delle elezioni comunali di Crema del 2022 costituisce la lista civica CremAperta all'interno della coalizione di centrosinistra. Candidatosi, ottiene 108 preferenze e risulterà l'unico eletto, ma rinuncierà al seggio con la nomina ad Assessore all'Ambiente, Mobilità e Commercio.
In occasione delle elezioni primarie del 2023 sostiene la candidatura di Elly Schlein a Segretaria nazionale del PD.